# HP Deskjet

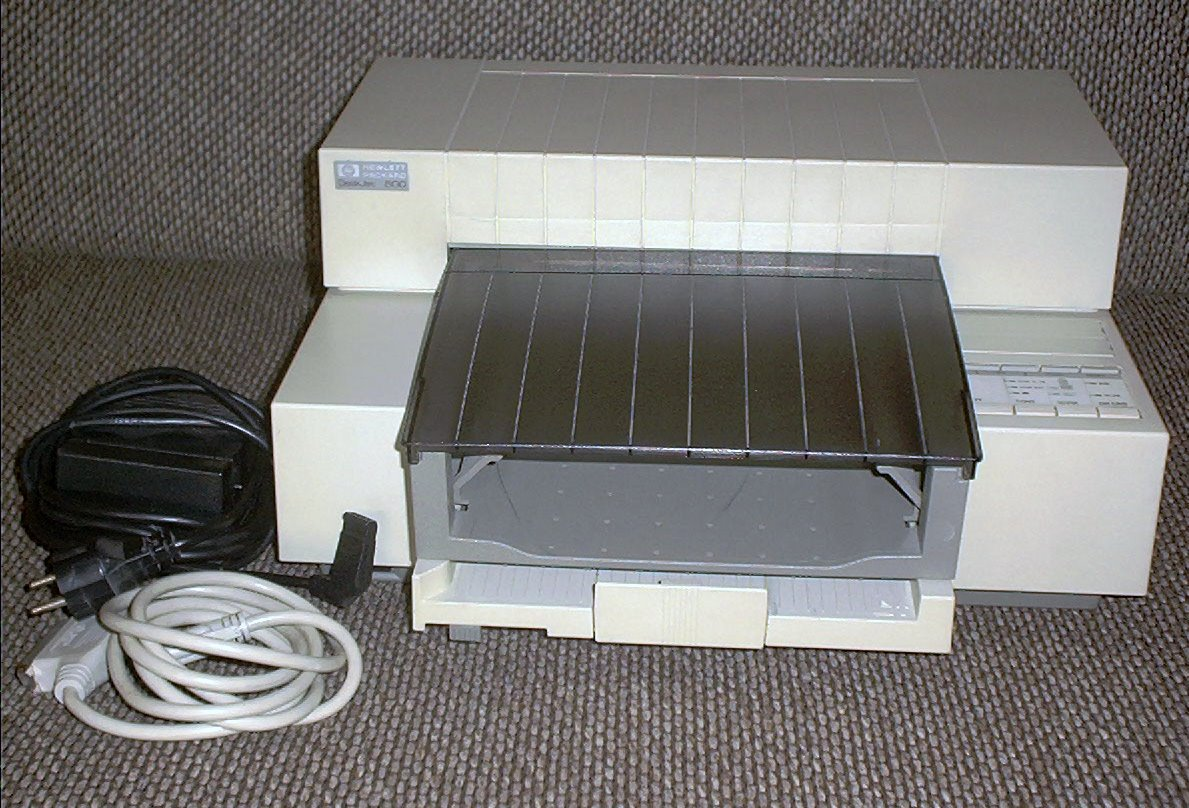
Deskjet 500.

HP Deskjet, av företaget skrivet DeskJet, är en serie bläckstråleskrivare från Hewlett-Packard. Den första Deskjet-skrivaren lanserades 1988, kostade 995 amerikanska dollar och hade en genomsnittlig utskriftshastighet på två sidor i minuten.